# Chino cordobés
El chino cordobés, o simplemente enchinado, es un tipo de empedrado de patios y calles, muy corriente en la comunidad autónoma de Andalucía. El objetivo, además del estético, es que se pueda regar el patio en las tardes calurosas refrescando el ambiente y sin que se formen charcos. Eso sólo es posible mediante el sistema de arena y piedras (cantos rodados) ya que la arena empapada no acumula el calor, como sucede con el cemento, aunque tiene el inconveniente de que se debe colocar las piedras en su sitio cada vez que se sueltan ya que la arena sólo las aprisiona, a diferencia del cemento, que las sujeta (de ahí que en los espacios públicos se haga con cemento).

## Construcción
En el caso de los patios se suele usar dos tipos de «chinos» (piedras redondeadas) dependiendo del tamaño, gruesos o finos, y de los colores que se logren encontrar en número suficiente para hacer la composición, siendo los principales blanco y negro y en algunos casos menos frecuentes los rojizos o grises. Las piedras se suelen colocar de canto formando dibujos geométricos jugando con los colores. En el caso de la arena el proceso finaliza con la compactación de las piedras mediante un riego con agua y verificando que tienen la tierra adecuada para que sobresalgan los cantos lo suficiente.
Para su colocación en las calles la piedra suele ser más grande y frente a la utilización en arena, se suele hacer para las vías públicas o plazas una mezcla de arena y cemento sobre la cual se van colocando las piedras o chinos de río. En este caso se finaliza echando una capa de lechada de cemento o con mortero seco barriéndolo bien para que las piedras no queden manchadas y agua (de lluvia si es posible).